# Василівське (Калінінський район)
Василівське (рос. Васильевское) — село в Калінінському районі Тверської області Російської Федерації.
Населення становить 182 особи. Входить до складу муніципального утворення Михайловське сільське поселення.

## Історія
Від 2005 року входить до складу муніципального утворення Михайловське сільське поселення.

## Населення
| 1859 | 1886  | 1997 | 2002 | 2010 |
| ---- | ----- | ---- | ---- | ---- |
| 1775 | ↘1390 | ↘247 | ↘194 | ↘182 |